# Артековская специализированная школа с углублённым изучением иностранных языков
Средняя общеобразовательная школа ФГБОУ «МДЦ „Артек“» — среднее общеобразовательное учебное заведение. Расположена у подножия горы Аю-Даг, на территории комплекса «Горный» Международного Детского Центра «Артек».
Школа в «Артеке» рассчитана на одновременное обучение 1224 учеников 3-11 классов в 51 школьной аудитории.

## История

### Украинский период

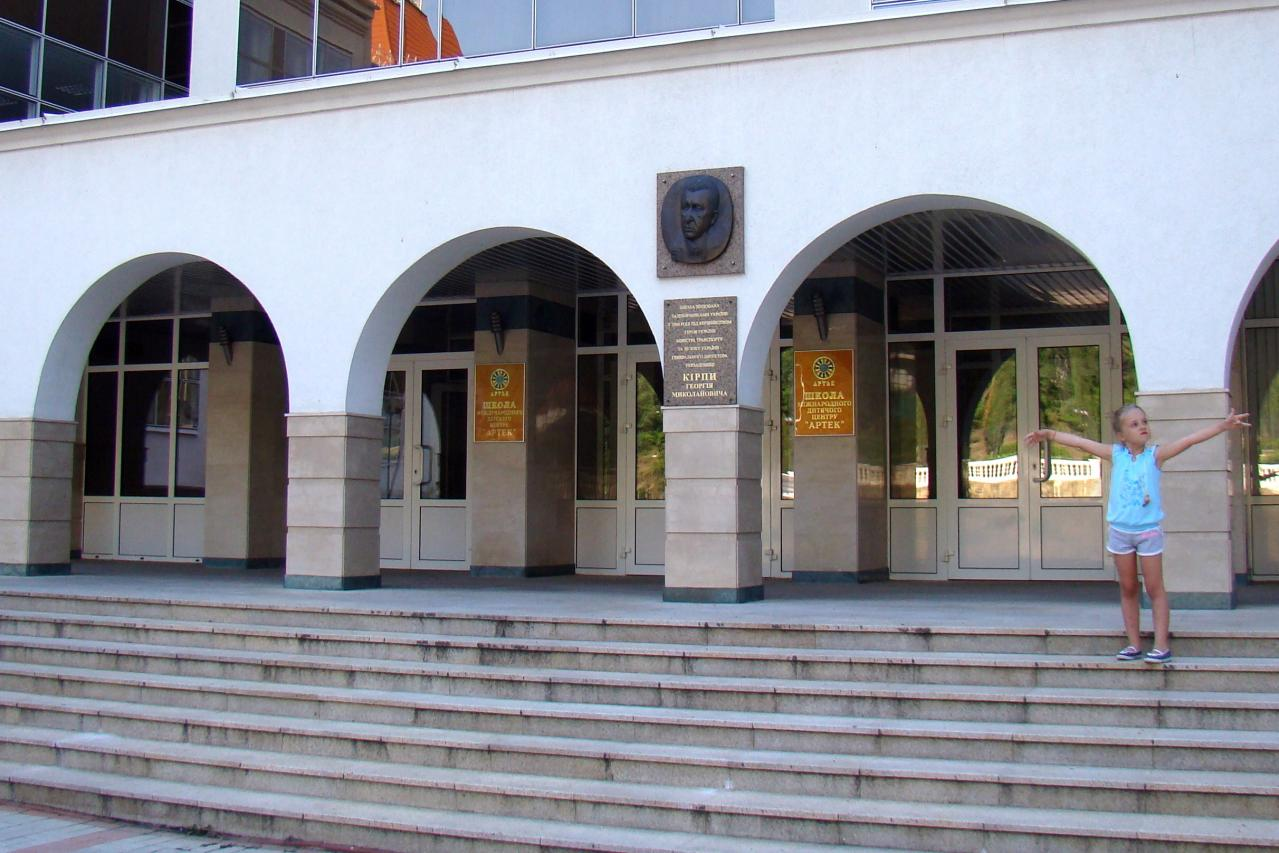
Главный вход. Мемориальная доска памяти Г. Кирпы

Школа создана в августе 1991 года по инициативе генеральной дирекции МДЦ «Артек». Это учебное заведение рассчитывалось на детей сотрудников и называлось «Артековской средней общеобразовательной школой». В 1999 году оно было реорганизовано в среднюю специализированную школу с углубленным изучением иностранного языка.
С 1991 по 2004 год школа размещалась в старом здании учебно-производственного комплекса МДЦ «Артек», а в августе 2004 года переехала в новое здание, рассчитанное на одновременное обучение детей, приезжающих на отдых в «Артек», и детей сотрудников центра. Здание было подарено школе Приднепровской железной дорогой, а ключ от него вручал детям лично президент Украины Леонид Кучма. С 24 марта 2006 года Артековская специализированная школа имеет статус юридического лица и была включена в государственный реестр учебных заведений Украины. В дальнейшем Артековская специализированная школа, где учатся дети сотрудников МДЦ и жителей Гурзуфа, делила здание со школой МДЦ «Артек», предназначенной для учёбы отдыхающих детей. В 2009 году администрация МДЦ «Артек» обратилась в Хозяйственный суд Крыма с иском о выселении Артековской школы из нового здания на основании запрета на аренду имущества МДЦ и ошибок при составлении устава юридического лица. Упоминалась также возникшая за несколько лет задолженность по арендной плате помещения. Суд обязал Артековскую школу освободить помещение, было принято решение о реструктуризации долга Ялтинского городского совета — юридического владельца школы — за аренду, составившего около 600 тысяч гривен. В 2011 году Артековская специализированная школа была принята на баланс поселковым советом Гурзуфа.
В общей сложности в школе работало 39 учителей. Из них 30 учителей высшей категории, 10 — I категории, 14 учителей имело звание «Старший учитель», 4 педагога — звание «Учитель-методист», почётные звания: 2 учителя — Заслуженный работник образования Республики Крым, 1 — Заслуженный работник образования Украины.
С 7 сентября 2010 год на фасаде школы установлена памятная доска с именем бывшего министра транспорта и связи Украины Г. Н. Кирпы.

### Российский период
В Российской Федерации школа прошла государственную аккредитацию в 2016 году.
В Российской Федерации школа используется в том числе как база для проведения финалов всероссийских предметных олимпиад школьников. Так например, в апреле 2021 года она приняла заключительный этап Всероссийской олимпиады школьников по литературе.

## Здание
Школьное здание рассчитано на 53 класса по 24 учащихся. Учебный корпус, П-образный в плане, имеет малую этажность. Здание школы по декору напоминает сказочный замок и прекрасно вписывается в ландшафт. Из школьных окон сквозь ветви кедров и кипарисов парка Винера открывается панорама артековской бухты и Аю-Дага. 
Многокорпусное четырёхэтажное здание школы окружает внутренний двор, акцентированный открытым амфитеатром. Площадь для проведения массовых мероприятий размещена перед главным входом. На первом этаже расположены кабинеты директора, секретаря, завучей, учительская, методический кабинет, медпункт, читальный зал, книгохранилище (вместимость 18,5 тысяч единиц хранения), конференц-зал, радиоузел. На 2-4 этажах находятся учебные кабинеты, лаборатории, лаборантские. Имеется спортивная зона с площадками для волейбола, баскетбола и общефизической подготовки.

## Преподавательский состав
В общей сложности в школе 39 учителей. Директор школы с сентября 2010 года — Ренард Владимирович Кутковский, учитель украинского языка и литературы, победитель республиканского (крымского) этапа Всеукраинского конкурса «Учитель года — 2011».